# ظهور نگهبانان
ظهور نگهبانان (به انگلیسی: Rise of the Guardians) یک انیمیشن سه‌بعدی کامپیوتری ۲۰۱۲، به سبک اکشن ماجراجویی، محصول کمپانی دریم‌ورکس انیمیشن و به نشر پارامونت پیکچرز می‌باشد.

## داستان
کارکتر اصلی قصه «جک فراست » نماینده ی سرما و یخ زدگی است . داستان از جایی شروع می شود که جک فراست در اعماق جنگل ، درون برکه ای یخ زده چشم باز می کند و اولین چیزی که میبیند ماه است . ماهی که جز نام جک فراست چیزی به او نمی‌گوید . و خیلی زود او متوجه می‌شود که کسی قادر به دیدن او نیست . سیصد سال بعد، زمانی که تاریکی (تارین) برای گرفتن انتقام و برگرداندن دوران تاریکی بر می گردد ، سنتای پیر (بابانوئل) در قطب شمال متوجه این ماجرا می‌شود و با شفق های قطبی ، پری دندان ، خرگوش جشن بهاره و سندی (نگهبان رویا و آرزو) را خبر می کند . همه ی ان ها توسط ماه انتخاب شده اند تا از کودکان و شادی هایشان محافظت کنند . همان هنگام نور ماه نگهبان جدیدی را انتخاب می کند و این نگهبان جک فراست است . به خاطر کولاکی که جک فراست چند قرن گذشته در جشن بهاره ایجاد کرده است ، خرگوش جشن بهاره دل خوشی از او ندارد؛ ولی به هر حال جک فراست را به قطب می آورند . جک فراست نگهبان بودن را نمی‌پذیرد و در همان حین به دلیل حمله ی تاریکی به قصر دندان ، بحث بین جک و نگهبانها ناتمام می ماند. آنها برای مقابله با تاریک به قصر دندان می روند ولی دیر شده . جک فراست آنجا می فهمد که قبلاً انسانی معمولی بوده ، زندگی کرده و همه ی آن نگهبانان قبل از انتخاب موجوداتی عادی بوده‌اند .خاطرات جک در دندان های دوران زندگی اش قرار دارد اما تاریکی آن ها را ربوده است . بنابراین جک فراست با چهار نگهبان همکاری می کند تا تاریکی را شکست داده و خاطراتش را پس بگیرد...